# Eriocaulon nigrocapitatum
Eriocaulon nigrocapitatum är en gräsväxtart som beskrevs av Kimp. Eriocaulon nigrocapitatum ingår i släktet Eriocaulon och familjen Eriocaulaceae. Inga underarter finns listade i Catalogue of Life.